# هری سوندبری
هری سوندبری (سوئدی: Harry Sundberg؛ ۹ ژانویه ۱۸۹۸ – ۱۶ مهٔ ۱۹۴۵) بازیکن فوتبال اهل سوئد بود.

## باشگاهی
از باشگاه‌هایی که در آن بازی کرده‌است می‌توان به باشگاه فوتبال دیورگاردن اشاره کرد.